# Calycomyza vallicola
Calycomyza vallicola este o specie de muște din genul Calycomyza, familia Agromyzidae, descrisă de Mitsuhiro Sasakawa în anul 1992.
Este endemică în Peru. Conform Catalogue of Life specia Calycomyza vallicola nu are subspecii cunoscute.